# SCBC TV
 (octobre 2021).
SCBC TV, en forme longue la Southern Cameroons Broadcasting Corporation (en français : « Société de radiodiffusion du Cameroun méridional »); est une chaîne de télévision camerounaise en langue anglaise, lancée le 6 mai 2017 et basée en Afrique du Sud.
La chaîne se présente comme la « la voix de l'Ambazonie ».

## Ligne éditoriale
La chaîne propose des programmes sur l'histoire et la culture des peuples des régions anglophones du Cameroun, des interviews avec des leaders en exil et des documentaires sur les violations des droits de l'homme commises dans ces régions.

## Censure
En janvier 2017, la chaîne est interdite par un arrêté du gouvernement camerounais. En août 2017, le gouvernement demande l'arrêt de la chaîne « sans délai » en dénonçant son « caractère séditieux et haineux », il annonce avoir interdit la chaîne. Parallélement, les autorités interpellent plusieurs distributeurs locaux de télévision par câble, souvent des entreprises individuelles au Cameroun, après qu'ils ont diffusé des programmes de la chaîne.